# Club Atlético Boca Juniors 1905
Questa voce raccoglie le informazioni riguardanti il Boca Juniors nelle competizioni della stagione 1905.

## Stagione
Un gruppo di ragazzi che facevano parte di una squadra del quartiere portuale di Buenos Aires, decisero di creare una nuova squadra che possa ricevere il sostegno di tutto il quartiere de La Boca. Il 1º aprile 1905, in una panchina di Plaza Solís, Esteban Baglietto, Alfredo Scarpati, Santiago Pedro Sana e i fratelli Juan Antonio e Teodoro Farenga si riunirono per discutere sul come strutturare la nuova squadra.
Il giorno seguente la discussione continuò nella casa di Baglietto, dove si presentarono trenta persone. Il 3 aprile 1905, presso la casa dei fratelli Farenga, venne definita la composizione della prima Comisión directiva: presidente Esteban Baglietto (che dopo poco tempo verrà sostituito da Luis Cerezo); vice-presidente Amedeo Gelsi; segretario Alfredo Scarpati, vice-segretario Santiago Pedro Sana; tesoriere Teodoro Farenga; vice-tesoriere e capitano della squadra Pedro Moltedo. Come nome della nuova squadra vennero proposti i nomi di "Híjos de Italia", "Defensores de La Boca", "Estrellas de Italia". Ma alla fine vinse la proposta che puntava ad affidare alla squadra il semplice nome del quartiere di origine, "Boca", a cui si affiancarono il titolo di "Juniors" per dare un tono di importanza internazionale alla squadra (su idea di Santiago Sana, che studiava inglese ai tempi).
Il successivo 21 aprile 1905 iniziò la vera e propria avventura sportiva del Boca Juniors, disputando una partita contro il Mariano Moreno (vinto con il punteggio di 4-0). La prima maglia ad essere utilizzata dal Boca fu di colore bianco con righe verticali nere, divise cucite dalla sorella dei fratelli Farenga. Successivamente i colori della maglia cambieranno: prima venne usata una maglia di colore celeste e poi di un azzurro sempre più scuro.
Dopo una serie di amichevoli, nel luglio 1905 il Boca Juniors decise di iscriversi e partecipare per la prima volta ad un torneo locale, la Copa Villa Lobos, in cui il Boca debuttò il 6 agosto 1905. Un esordio piuttosto deludente, dato che la nuova squadra perse più della metà delle partite disputate.

## Maglie e sponsor
| 1ª divisa del 1905 | 2ª divisa del 1905 |

## Rosa
| N. |                      | Ruolo | Calciatore           |
| -- | -------------------- | ----- | -------------------- |
|    | Argentina (bandiera) | P/D   | Esteban Baglietto    |
|    | Argentina (bandiera) | C     | Antonio Bernasconi   |
|    | Argentina (bandiera) | A     | G. Carranza          |
|    | Uruguay (bandiera)   | D     | Luis Cerezo          |
|    | Argentina (bandiera) | C     | Luis De Harenne      |
|    | Argentina (bandiera) | C     | Juan Dodero          |
|    | Argentina (bandiera) | C/A   | Juan Antonio Farenga |
|    | Argentina (bandiera) | P/D/A | José Farenga         |
|    | Argentina (bandiera) | P/D   | Ramón D. Ferreiro    |
|    | Argentina (bandiera) | P/D   | Agustín Gelsi        |
|    | Argentina (bandiera) | P/D   | Martín González      |
|    | Argentina (bandiera) | A     | J. Ibarra            |
|    | Argentina (bandiera) | A     | L. Mendoza           |

| N. |                      | Ruolo | Calciatore        |
| -- | -------------------- | ----- | ----------------- |
|    | Argentina (bandiera) | A     | Pedro Moltedo     |
|    | Argentina (bandiera) | P/D   | Miguel Mullen     |
|    | Argentina (bandiera) | C     | Vicente Oñate     |
|    | Argentina (bandiera) | A     | J. Pujol          |
|    | Argentina (bandiera) | A     | E. Rodríguez      |
|    | Argentina (bandiera) | C     | Teófilo Salgueiro |
|    | Argentina (bandiera) | D     | Santiago Sana     |
|    | Argentina (bandiera) | A     | Alfredo Scarpati  |
|    | Argentina (bandiera) | P/A   | Alberto Talent    |
|    | Argentina (bandiera) | D     | E. Tallent        |
|    | Argentina (bandiera) | C     | Benito Tyler      |
|    | Argentina (bandiera) | C     | Marcelino Vergara |

## Calciomercato

### Operazioni esterne alle sessioni
| Acquisti         | Acquisti             | Acquisti         | Acquisti         |
| Altre operazioni | Altre operazioni     | Altre operazioni | Altre operazioni |
| R.               | Nome                 | da               | Modalità         |
| ---------------- | -------------------- | ---------------- | ---------------- |
| P/D              | Esteban Baglietto    | -                | -                |
| C                | Antonio Bernasconi   | -                | -                |
| A                | G. Carranza          | -                | -                |
| D                | Luis Cerezo          | -                | -                |
| C                | Luis De Harenne      | -                | -                |
| C                | Juan Dodero          | -                | -                |
| C/A              | Juan Antonio Farenga | -                | -                |
| P/D/A            | José Farenga         | -                | -                |
| P/D              | Ramón D. Ferreiro    | -                | -                |
| P/D              | Agustín Gelsi        | -                | -                |
| P/D              | Martín González      | -                | -                |
| A                | J. Ibarra            | -                | -                |
| A                | L. Mendoza           | -                | -                |
| A                | Pedro Moltedo        | -                | -                |
| P/D              | Miguel Mullen        | -                | -                |
| C                | Vicente Oñate        | -                | -                |
| A                | J. Pujol             | -                | -                |
| A                | E. Rodríguez         | -                | -                |
| C                | Teófilo Salgueiro    | -                | -                |
| D                | Santiago Sana        | -                | -                |
| A                | Alfredo Scarpati     | -                | -                |
| P/A              | Alberto Talent       | -                | -                |
| D                | E. Tallent           | -                | -                |
| C                | Benito Tyler         | -                | -                |
| C                | Marcelino Vergara    | -                | -                |

| Cessioni | Cessioni | Cessioni | Cessioni |
| R.       | Nome     | a        | Modalità |
| -------- | -------- | -------- | -------- |